# Cantó de Châteaudun
El cantó de Châteaudun és un cantó francès del departament d'Eure i Loir, situat al districte de Châteaudun. Té 17 municipis i el cap és Châteaudun.

## Municipis
- La Chapelle-du-Noyer
- Châteaudun
- Civry
- Conie-Molitard
- Donnemain-Saint-Mamès
- Jallans
- Lanneray
- Logron
- Lutz-en-Dunois
- Marboué
- Moléans
- Ozoir-le-Breuil
- Saint-Christophe
- Saint-Cloud-en-Dunois
- Saint-Denis-les-Ponts
- Thiville
- Villampuy

## Història
| Data d'elecció                           | Identitat          | Partit                    | Qualitat |
| ---------------------------------------- | ------------------ | ------------------------- | -------- |
| 1945-1949                                | Fernand Baixas     | SFIO                      |          |
| 1949-19..                                | M. Alliot          | divers droite             |          |
| 19..-196.                                | Abel Méret         | SFIO                      |          |
| 196.-1973                                | Paul Gauchery      | radical                   |          |
| 1973-1979                                | M. Joseph          | UDF                       |          |
| 1979-1988                                | Maurice Dousset    | UDF                       |          |
| 1988-1992                                | Anne-Marie Dousset | UDF                       |          |
| 1992-1998                                | Alain Venot        | RPR                       |          |
| 1998-                                    | Serge Fauve        | Divers gauche, després PS |          |
| les dades anteriors no són pas conegudes |                    |                           |          |
|                                          |                    |                           |          |

## Demografia
| A partir de 1990: Població sense dobles comptes |